# Norma técnica para la interrupción terapéutica del embarazo
La Norma técnica para la interrupción terapéutica del embarazo es un protocolo de intervención médica emitido por el Poder Ejecutivo de Costa Rica y el Ministerio de Salud Pública mediante el decreto ejecutivo 42113-S firmada el 12 de diciembre de 2019. Probablemente uno de los temas más controversiales durante la Presidencia de Carlos Alvarado por la oposición de los sectores más conservadores del país. 
La función de la norma es regular de manera más específica el procedimiento de aplicación del Artículo 121 del Código Penal Costarricense que permite el aborto en caso de peligro de la vida de la madre desde 1970.

## Antecedentes
El Código Penal costarricense en su artículo 121 establece:

Aborto impune.  

ARTÍCULO 121.- No es punible el aborto practicado con consentimiento de la mujer por un médico o  por una obstétrica  autorizada, cuando no hubiere sido  posible la intervención del primero,  si se ha hecho con el fin de evitar un peligro para la vida o la salud de la madre y éste no ha podido ser evitado por otros medios.

Sin embargo, desde esa fecha no ha sido realmente regulado, quedando grandes vacíos legales sobre el modo de aplicación del mismo. La no aplicación del artículo a dos mujeres embarazadas con fetos en condición de incompatibilidad con la vida extrauterina llevó al país a ser demandado ante la Comisión Interamericana de Derechos Humanos. Los casos fueron los de «Ana» y «Aurora» (pseudónimos). En el caso de Ana se le diagnosticó una patología fetal que hacía imposible la vida fuera del útero del feto. Ana entró en una severa depresión y fue remitida a tratamiento psiquiátrico, pero no se le aplicó el aborto terapéutico por la carencia de protocolo. La madre de Ana interpuso un recurso ante la Sala Constitucional que fue rechazado, elevándose luego a la CIDH. Ana dio a luz tras siete horas de parto un bebé muerto que se determinó había fallecido en el útero.
El caso de Aurora fue similar. Se le diagnosticó síndrome de abdomen pared por lo que el feto no sobreviviría al nacer. Tras padecer depresión y vómito explosivo, Aurora solicitó el aborto terapéutico cuando se confirmó el diagnóstico pero no se aplicó. Igualmente se recurrió a la Sala sin éxito. Tanto Ana como Aurora lidian con las secuelas de la experiencia traumática incluyendo depresión y ansiedad.

## Elecciones de 2018
La creación de la norma técnica fue una de las promesas de campaña del Partido Acción Ciudadana contenida en su plan de gobierno. El tema probó ser controversial en especial tras polarizarse la elección entre el candidato conservador evangélico Fabricio Alvarado Muñoz y el candidato pacsista Carlos Alvarado Quesada con posiciones encontradas en casi todos los temas sociales. No obstante, resultó vencedor en segunda ronda Alvarado Quesada.

## Controversia
Casi inmediatamente después de anunciado que se cumpliría con el compromiso de campaña de la norma técnica el tema causó polémica. Grupos evangélicos y algunos sectores de la Iglesia Católica en Costa Rica se opusieron así como los diputados de las bancadas conservadoras, especialmente de los partidos cristianos Restauración Nacional y Nueva República, aunque hubo diputados de otras fracciones, incluyendo el independiente y único diputado afín al excandidato Juan Diego Castro, Erick Steller. Dicho bloque de diputados interpuso un recurso de amparo para obligar al Estado a hacer la norma técnica pública pues el borrador era secreto, recurso que fue rechazado. La Sala Constitucional definió que el Ejecutivo no está en obligación de hacer públicos los borradores y que necesita tener espacio para redactar normas y decretos sin intervención de otros poderes. La mayoría de opositores manifestaban el temor de que la norma fuera a legalizar el aborto libre y establecer criterios demasiado subjetivos como "causas de salud" incluyendo los emocionales.
Sin embargo sectores feministas, pro derechos humanos y progresistas presionaban también por la rápida firma de la norma. El Colegio de Enfermeras se manifestó a favor de la norma, mientras el presidente del Colegio de Médicos aseguró que no era necesaria.
El bloque conservador además amenazó con paralizar proyectos del ejecutivo si la norma era firmada.
Las encuestas mostraban que la mayoría de costarricenses estaban a favor de la firma de la norma técnica, aunque por estrecho margen (55 a 45%).

## Desenlace
La norma se hizo pública a mediados de diciembre de 2019 cuando fue remitida a la junta directiva de la Caja Costarricense de Seguro Social para que emitiera criterio. La Junta hizo algunas observaciones pero aprobó la norma unánimemente por lo que fue firmada el 12 de diciembre de 2019.
Casi inmediatamente el bloque conservador anunció que interpondrían recursos de amparo contra la norma y otras medidas legales, así como se interpusieron recursos por ciudadanos particulares. Además los diputados conservadores anunciaron que cumplirían la amenaza de frenar los proyectos del Ejecutivo en represalia por la firma.
Sin embargo otros sectores opuestos al aborto manifestaron tranquilidad aduciendo que la norma no extiende la definición del aborto legal más allá de lo establecido por la ley.